# Écouves
Écouves – gmina we Francji, w regionie Normandia, w departamencie Orne. W 2013 roku liczba ludności wynosiła 1770 mieszkańców.
Gmina została utworzona 1 stycznia 2016 roku z połączenia trzech ówczesnych gmin: Forges, Radon oraz Vingt-Hanaps. Siedzibą gminy została miejscowość Radon.